# Polidoro Ernani de São Tiago
Polidoro Ernani de São Tiago (São Francisco do Sul, 22 de junho de 1909 – 26 de novembro de 1999) foi um médico e escritor brasileiro.
Filho de Arnaldo Claro São Thiago e Maria Eugênia Oliveira de São Thiago. Formado em medicina na Faculdade Nacional de Medicina da Universidade do Brasil em 1935. Foi eleito membro da Academia Catarinense de Letras em 1997.
Exercer a Medicina em São Francisco do Sul, sua cidade natal, onde criou a maternidade, tendo sido seu primeiro diretor. Mais tarde, em Florianópolis, lecionou na Faculdade de Farmácia e Odontologia de Santa Catarina, de onde foi Diretor de 1950 a 1953. Foi um dos fundadores da Faculdade de Medicina da Universidade Federal de Santa Catarina (UFSC), em 1957, tendo assumido o comando da cadeira de Clínica Médica em 1962. Em 1945, foi eleito Presidente da Sociedade Catarinense de Medicina, mais tarde Associação Catarinense de Medicina (ACM). 
Participou também do movimento que criou o Conselho Regional de Medicina de Santa Catarina, tendo integrado sua Diretoria Provisória, vindo a ser, anos após, seu Vice-Presidente. Em 1980, inaugurou o Hospital Universitário (HU/UFSC), que leva seu nome, tendo sido também o primeiro Diretor do HU.
Escreveu sete livros, entre eles, “A Medicina e suas Transições Através dos Séculos”, lançado em 1997, ano que foi admitido como Patrono de Cadeira e membro Titular da Academia Catarinense de Letras e, em 1998, teve seus méritos de médico e escritor reconhecidos por seus pares

## Obras
- A Medicina e suas Transições Através dos Séculos